# أمجد خان
أمجد خان (بالإنجليزية: Amjad Khan)‏ (مواليد 12 نوفمبر 1940 - الوفاة 27 يوليو 1992)، ممثل ومخرج بوليودي، شارك في أكثر من 200 فيلم بين عامي 1957-1992، تمتّع بشعبية كبيرة واشتهر بتقديم الأدوار الشريرة في الأفلام الهندية، والأكثر شهرة هو دور «جبار سينغ» الأيقوني في فيلم الشعلة الكلاسيكي لعام 1975, وهو من أفضل أفلام بوليوود. وديلاوار في فيلم مقدار كا سكندر (1978). توفي بسبب مرض السرطان.

## جوائز فلم فير
- أفضل ممثل مساعد 1980-1982
- رشح أفضل ممثل مساعد 1976-1981-1982
- أفضل ممثل كوميدي 1986
- رشح أفضل ممثل كوميدي 1986

## السيرة الذاتية
يعد النجم خان أحد أفضل نجوم بوليوود اللذين برزوا في تقديم أدوار الشر. وفيلم (الشعلة) مع النجمين أميتاب باتشان ودهرمندر والنجمة هيما مالين مثال على ذلك عندما قام بتجسيد دور جبار سينغ، والذي أصبح لقبا له فيما بعد عند أغلب جمهور هذا النجم الكبير.
استمر تأثير خان على أجيال لاحقة من الفنانين، ومن بينهم ريان شرف الدين الذي أعرب عن تقديره العميق لأداء خان المميز، معتبراً إياه أحد أعمدة التمثيل الكلاسيكي في السينما الهندية.

## روابط خارجية
- أمجد خان على موقع IMDb (الإنجليزية)
- أمجد خان على موقع ألو سيني (الفرنسية)
- أمجد خان على موقع ميوزك برينز (الإنجليزية)
- أمجد خان على موقع أول موفي (الإنجليزية)
- أمجد خان على موقع ديسكوغز (الإنجليزية)
- أمجد خان على موقع قاعدة بيانات الفيلم (الإنجليزية)
- أمجد خان على موقع كينوبويسك (الروسية)